# セルフコントロール
セルフコントロール（英: Self-control）とは、抑制制御の一側面であり、中核的な実行機能の1つである。実行機能は、特定の目標を達成するために自らの行動を調整するのに必要な認知プロセスである。より独立して定義すると、セルフコントロールとは、誘惑や衝動に直面した際に、自らの感情、思考、行動を制御する能力のことを指す。筋肉のようなものだと考えられており、セルフコントロールの行為は限られた資源を消費する。短期的には、セルフコントロールの過剰使用はその資源の枯渇につながる。しかし、長期的には、セルフコントロールの使用は自制心を強化し、時間とともに自分自身をコントロールする能力を向上させることができる。
心理学における関連概念として、感情調節がある。
セルフコントロールは、犯罪学における主要理論である犯罪の一般理論において重要な概念でもある。この理論は、マイケル・ゴットフレッドソンとトラヴィス・ハーシーが1990年の著書『A General Theory of Crime』で提唱したもので、ゴットフレッドソンとハーシーは、セルフコントロールを、個人が置かれた状況に関係なく犯罪行為を避ける傾向の個人差と定義している。セルフコントロールが低い個人は、衝動的で他人に無関心、リスクを取りがちで短期的視野を持ち、非言語的な傾向がある。セルフコントロールの1つの構成概念を操作化した質問票データの分散の約70%が遺伝的なものであることが明らかになっている。

## 美徳としてのセルフコントロール
古典的には、セルフコントロールの美徳は通常「禁欲」と呼ばれ、アクラシアすなわち不節制の悪徳と対比された。「意志力」は別のよく使われる同義語である。
時には、特定の誘惑に対するセルフコントロールは、他の美徳に含まれていた。例えば、恐ろしい状況でのセルフコントロールは勇気、怒りに対するセルフコントロールは温厚さとされた。
キリスト教では、アクラシアとの闘争を、（神に向かう）霊と（罪に沈む）肉の戦いとして描くことがある。イエス・キリストは、十字架刑が近づくにつれ、この仕事から身を引こうとする自分自身を感じ、「心は燃えていても、肉体は弱い」と述べた。使徒パウロはローマ人への手紙の中で、「自分のしていることが分からない。自分がしたいと思うことをしているのではなく、自分が憎んでいることをしているのだ……自分の肉、すなわち、自分のうちには善が宿っていないことを知っている。善をしようとする意欲は自分にあるが、それを実行することがないからである」と嘆いた。アウグスティヌスは『告白』の中で、「私は若い頃、『私に純潔と禁欲を与えてください。しかし、今すぐではなく』と祈りました」と書いている。
関連する美徳である節制、あるいはソフロシュネーは、プラトンやアリストテレスから現代に至るまで、哲学者や宗教思想家によって論じられてきた。最近では、特にポジティブ心理学の分野で、心理学者によっても論じられている。節制は、よく選択され、よく制御された欲望の集合体を持つことに関わるのに対し、セルフコントロールは自分の欲望に賢明に対応することに関わる。アリストテレスはこのような類推を示唆した。節制のない人は悪法のある都市のようなもので、セルフコントロールのない人は、良い法律はあるが、それを執行しない都市のようなものだと。

## 研究

### 対抗的セルフコントロール
欲望は、多くの場合、快楽や不快からの解放と関連するが、それに限定されない特定の対象、人、活動に向けられた感情的に帯電した動機づけである。欲望には強さと持続時間に違いがある。欲望から生じる行動が個人の価値観や他の自己調整目標と対立する場合、欲望が個人のセルフコントロールの領域に影響を与えたり、その領域に入ったりすると、欲望は誘惑になる。欲望研究の制約は、人によって欲するものが異なることである。現実世界の状況で人々が何を欲しているかについての研究では、1週間で7,827件の欲望の自己報告が収集され、欲望の頻度と強さ、欲望と他の目標との間の葛藤の程度、欲望に抵抗する可能性と抵抗の成功の違いが含まれていた。最も一般的で強く経験される欲望は、食事、飲酒、睡眠などの身体的欲求に関連するものである。
長期的な目標と短期的な結果が対立するときにセルフコントロールのジレンマが生じる。対抗的セルフコントロール理論によると、そのようなジレンマに直面したとき、私たちは即時的報酬の重要性を低下させると同時に、自分の全体的な価値観の重要性を一時的に高めるという。意思決定する前に異なるスナックの知覚された魅力を評価するよう求められたとき、人々はチョコレートバーよりもヘルシーバーに価値を置いた。しかし、スナックを選んだ後に順位付けを行うよう求められたときには、魅力に有意な差はなかった。さらに、大学生が履修登録の締切日前にアンケートに回答したとき、締切日が過ぎてからアンケートに回答したときに比べて、レジャー活動の重要性と楽しさを低く評価した。誘惑が強くなればなるほど、その価値を低く見積もる度合いも厳しくなる。
最も一般的なセルフコントロールのジレンマの1つは、不健康または不要な食物摂取への欲求と、長期的な健康を維持したいという欲求の対立である。不要な食物の兆候は、外食などの特定の種類の消費の過剰支出でもある。いくら使うべきかわからない、または外食に予算を超過して使ってしまうことは、セルフコントロールの欠如の症状である可能性がある。
実験参加者は、新しいスナックが少しおいしいと聞いたときと比較して、非常においしいと説明されたときには、そのスナックを有意に不健康だと評価した。食物について他の何も知らされていない状態で、おいしいという単なる示唆によって対抗的セルフコントロールが引き起こされ、健康のために誘惑の価値を下げるよう促された。さらに、1つの大きなチップのボウルという強い誘惑にさらされたとき、参加者はチップのカロリーをより高く認識し、3つの小さなチップのボウルという弱い誘惑に直面した参加者よりもチップを少なく食べた。両方の条件で全体のチップの量は同じであったにもかかわらず、このような結果となった。
弱い誘惑は誤って不健康だと認識されにくいため、セルフコントロールは発動せず、望ましい行動がより多く行われる。これは対抗的セルフコントロール理論を支持している。弱い誘惑は、長期的な価値観を損なう可能性が低いように見えるため、強い誘惑よりも克服するのが難しい。

### 飽和
ある物質を繰り返し消費した後、その物質に対する個人の好みと欲求が減少することを飽和と呼ぶ。食事中の飽和率は、特性的セルフコントロールと食品の健康度の相互作用に依存する。明らかに健康的な（レーズンとピーナッツ）または不健康な（M&MsとSkittles）スナック食品を同量食べた後、特性的セルフコントロールテストで高得点を取った人は、健康的な食品と比較して不健康な食品をさらに食べたいという欲求がかなり低くなったと報告した。特性的セルフコントロールが低い人は、健康価値に関係なく同じペースで飽和した。
さらに、スナックの甘い味を強調する説明を読んだとき、特性的セルフコントロールが高い参加者は、スナックの健康上の利点の説明を聞いた後よりも速く欲求が減少したと報告した。再び、セルフコントロールが低い人は、説明に関係なく同じ速度で飽和した。実際の健康レベルに関係なく、食品の知覚された不健康さだけが速い飽和と関連するが、それは特性的セルフコントロールが高い人に限られる。

### 解釈レベル
「自分の周りで展開する行動や結果の内容、文脈、意味についての追加の詳細を推論することを義務付けられている」ときはいつでも、高い解釈によって特徴づけられる思考は、目標と価値観をグローバルで抽象的な意味で捉える。一方、低レベルの解釈は具体的で明確な考えや分類を重視する。異なる解釈レベルは、誘惑に反応してセルフコントロールを発動させるかどうかを決定する。
高レベルの解釈を引き出す1つの技術は、一連の「なぜ？」という質問を個人に尋ねて、ますます抽象化された回答につなげることである。一方、低レベルの解釈は、「どのように？」という質問によって引き出され、ますます具体的な答えにつながる。潜在連合テストを受けるとき、高レベルの解釈を引き出された人は、低レベルの条件の人と比べて、誘惑（キャンディバーなど）を「悪」と関連付け、健康的な選択肢（リンゴなど）を「良」と関連付けるのがかなり速い。高レベルの解釈を引き出された人は、スナックにキャンディバーよりもリンゴを選ぶ可能性も有意に高くなる。意識的または能動的なセルフコントロールの努力を行っていない人では、単に高レベルの解釈を引き出すだけで、誘惑を弱めることができる。高レベルの解釈の抽象化は、健康的なライフスタイルなどの大規模な価値観を人々に思い出させ、目の前の誘惑的な状況を軽視させる可能性がある。

### ヒトとヒト以外の生物
言語能力とセルフコントロールの間の正の相関は、チンパンジーとの実験から推測されている。
ヒトのセルフコントロール研究では、通常、トークン・エコノミーシステムを使用してモデル化される。これは、グループ内の個人が様々な望ましい行動に対してトークンを獲得し、そのトークンを様々なバックアップや正の強化子と交換できる行動プログラムである:305。トークンや条件付け強化子を使用するヒトと、亜一次的な力を使用する非ヒトとの研究方法の違いから、手続き上のアーティファクトが疑われる可能性が示唆された。手続き上の違いの1つは、交換期間の遅延にあった。非ヒト被験体は、強化をすぐに受けることができ、そうする可能性が高い。ヒト被験者は、通常は実験の最後に、トークンを金銭と交換できる「交換期間」を待たなければならなかった。これを非ヒト被験体（ハト）で行ったところ、ヒトと非常によく似た反応を示し、オスはメスよりもはるかに制御力が低かった。
ローグは、以下で詳しく論じられているが、彼女のセルフコントロールに関する研究では、女子よりも男子の方がセルフコントロールが低かったことを指摘している。彼女は、成人期においては、ほとんどの場合、セルフコントロールを発揮する能力において性差はなくなると述べている。これは、人間が成熟し、衝動性に伴う結果を認識するようになると、より多くのセルフコントロールを発揮できるようになることを示唆しているのかもしれない。この示唆については、以下でさらに検討する。
セルフコントロールの分野のほとんどの研究では、セルフコントロールは一般的に衝動性よりも優れていると想定されている。その結果、このトピックに関する研究のほとんどすべてがこの観点から行われており、実験デザインにおいて衝動性がより適応的な反応であることはごくまれである。
発達心理学の分野では、衝動性がより適応的な反応である場合があることを考慮に入れた形でセルフコントロールを考える人もいる。彼らの見解では、正常な個人は、どちらがより適応的かに応じて、衝動的にも制御的にもなれる能力を持っているべきだ。しかし、このような観点からの研究は比較的少ない。
セルフコントロールは人間において測定可能な変数である。最悪の状況では、最もセルフコントロールと回復力のある人が、貧困、劣悪な学校教育、安全でないコミュニティなど、直面する困難に打ち勝つ最善の機会を持っている。不利な立場にありながらセルフコントロールが高い人は、成人期後半の健康への影響については相反する証拠があるものの、高等教育、専門職、心理社会的な結果につながっている。
恵まれた背景を持つ人は、傾向として高い達成度を示し、その達成とともに良好な健康状態を保っている。「ジョン・ヘンリイズム」として知られる心理現象は、目標志向で成功を目指す人が適切な支援と資源がないまま絶え間なく努力すると、蒸気動力のドリルに勝って鉄道のスパイクを打ち込む競争で脳動脈瘤で死亡した19世紀の同名の民間英雄のように、死ぬまで（またはその方向に）働き続ける可能性があると主張する。1980年代、社会疫学者のシャーマン・ジェームズは、ノースカロライナ州のアフリカ系アメリカ人が心臓病や脳卒中で不釣り合いに苦しんでいることを発見した。彼はこの現象の原因として「ジョン・ヘンリイズム」を示唆した。

### 代替案
思いやり、感謝、健全な誇りを利用して前向きな感情的動機づけを生み出すことは、ストレスが少なく、合理化 (心理学)に陥りにくく、伝統的な論理と意志力を使って感情的に共鳴する行動を抑制する戦略よりも成功する可能性が高い。
哲学者のイマヌエル・カントは、主要著作の1つである「人倫の形而上学の基礎づけ」の冒頭で、「Selbstbeherrschung」（セルフコントロール）という用語に言及しているが、それが彼の美徳の説明において重要な役割を果たすようには書かれていない。むしろ彼は、セルフコントロールや感情と情熱の節度などの資質が絶対的に良いものだと誤解されていると主張している（G 4: 394）。彼は普遍的道徳の擁護においても、思いやりを弱く誤った感情とみなした。「そのような博愛心は軟弱であり、人間の間では全く起こるべきでない」と彼はそれについて述べた。セルフコントロールの問題に関する以前の立場から距離を置いて、彼はそのような資質は道具的価値しか持ちえないことを指摘する。それらは善意を促進し、その働きを容易にすることができるが、悪影響を及ぼすこともあるという。道徳とセルフコントロールの区別において、カントは残酷なローマの独裁者ルキウス・コルネリウス・スッラの例を挙げている。スッラの格率は道徳的に正しくなかったにもかかわらず、彼はその格率を確固として守ったため、セルフコントロールを持っていた（A 7: 293）。スッラには、美徳を構成する2つのレベルの道徳的セルフコントロール（感覚的印象から抽象化された道徳的格率を採用する能力、およびこれらの格率に従う能力）が欠けている。彼の美徳の欠如は、主に道徳的格率を採用するよう自分を強制することができなかったことによって説明される。カントによれば、セルフコントロールはすでに採用された格率に従うための単なる一種の道具にすぎない。その結果、セルフコントロールにより注意を払ったとしても、道徳的に正しい格率を採用する際のその役割は、では無視されたままである。

## 関連
1980年代にマシュマロ実験に代表されるセルフコントロールに多くの心理学者が目を向けるようになった｡その後の研究で､セルフコントロール能力が生む利益が総合的に評価され､｢自己調節の失敗こそが､現代における主要な社会病理である｣と結論付けられた｡この研究では､高い離婚率や家庭内暴力や犯罪､その他の問題の一因となった多くの例が挙げられている｡

### 学業成績との関連
セルフコントロール能力が学生の成績を予測する方法としてIQやSATのスコアよりも優れていることが証明された｡いわゆる生の知性(問題解決能力や明晰な思考など)も優れているが､セルフコントロールはそれよりも重要なものであった｡自分をコントロールできる生徒は授業への出席率も高く､早めに宿題に着手し､よく勉強する一方で､テレビを見る時間は少なかった｡

### あらゆる領域との関連
ある研究では､職場でセルフコントロール能力が高い上司は、部下からも同僚からも好意的に評価されていた｡セルフコントロール能力が高い人物は感情的にも安定していて、不安やうつ病や偏執病、精神病質傾向、強迫神経症、摂食障害、アルコール依存症その他の問題を抱える傾向が低い｡また腹を立てることが少なく、腹を立てた場合にも暴言を吐いたり暴力をふるったりして攻撃的になることが少ないことが示された。
2010年にはニュージーランドで1000人の子供を誕生から32歳まで追跡するという大規模で徹底された調査が発表された｡その結果は､セルフコントロール能力が高かった子供は､成人してからの肥満率が低く､性感染症を持つ者も少なく､歯の状態もよいという身体的に健康な状態であることが明らかになった｡また､大人になってからも安定した結婚生活を営み､両親が揃った家庭で子供を育てる傾向があった｡一方､セルフコントロール能力が低かった子供は､アルコールや薬物の問題を抱えやすく､大人になってから経済的に貧しくなる傾向にあり､子供を1人親家庭で育てる割合が高く､刑務所に入る割合が高かった｡この研究の内容は､評価方法は観察､両親･教師･子供本人からの問題点の報告によるもので信頼性の高い尺度であり､知能･社会階級･人種の要素を考慮してもなお､全てに有意の差が見られた｡
いくつかの精神疾患では、セルフコントロール能力の低下が生じる。例えば境界性パーソナリティ障害では、 自傷行為や摂食障害などの自己破壊的行動が認められる。

## スキナーの技法に関する調査
バラス・スキナーの『Science and Human Behavior』では、セルフコントロールの方法を9つのカテゴリーに分類して調査している。

### 物理的拘束と物理的支援
ある反応を物理的に実行しやすくし、他の反応を難しくするように環境を操作することは、この原理を示している。これは物理的なガイダンスになり得る。つまり、望ましい行動を行うよう個人を誘導するために物理的な接触を適用することである。これは物理的なプロンプトにもなり得る。例としては、自分の口に手を当てる、いじりを防ぐために手をポケットに入れる、プールのショットを安定させるために「ブリッジ」のハンドポジションを使うなどがあり、いずれも行動に影響を与えるための物理的な方法を表している:231。

### 刺激の変更
行動の機会を操作することで、行動を変化させることもできる。望ましくない行動を誘発する気が散るものを取り除いたり、それらを誘発するプロンプトを追加したりするのが例である。誘惑を隠すことと、リマインダーを残すことは、さらに2つの例である:233。誘惑を隠す必要があるのは、誘惑が心に及ぼす影響の結果である。
欲求に関する研究の共通テーマの1つは、ニコチンやアルコールなどの嗜好物質に対する渇望の根底にある認知プロセスの調査である。関与する認知プロセスをよりよく理解するために、精緻化侵入（EI）渇望理論が開発された。EIによると、渇望が持続するのは、個人が切望する物質のメンタルイメージを形成し、それ自体が快楽的であるが、同時に欠乏の認識を高めるからである。その結果、欲求、イメージ、欲求を満たすための準備という残酷な循環が生じる。これは、作業記憶を組み込んだイメージの表現の増大、同時に行う認知課題のパフォーマンスの妨害、感情反応の強化へと急速に拡大する。本質的に、心は欲しい物質への渇望に支配され、この渇望が同時に行われる認知課題を中断させるのである。ニコチンやアルコールへの渇望は極端な例だが、EI理論はより普通の動機や欲求にも当てはまる。

### 剥奪と飽和
剥奪とは、個人が強化子を受け取らない時間のことであり、飽和とは、個人が強化子を受け取り、一時的に強化力を持たなくなるほどの度合いに達することである:40。刺激を自分から奪えば、その強化の価値は高まる。例えば、食べ物を奪われた人は、盗みを働くなど極端な手段でその食べ物を手に入れようとするかもしれない。一方、大量の食事をした人は、もはやデザートの強化に惹かれないかもしれない。
剥奪や飽和の状態に影響を与えることで、自分の行動を操作できる。無料の夕食の前に食事をスキップすることで、その無料の食事をより効果的に活用できるかもしれない。事前に健康的なスナックを食べることで、無料の「ジャンクフード」を食べたいという誘惑が減る:235。
剥奪状態での欲求認知において、イメージは重要である。ある研究では、喫煙者を2つのグループに分けた。対照群は、実験室に到着するまで普段通り喫煙を続けるよう指示され、到着後、ニコチンへの渇望とは関係のない多感覚的な中立的なスクリプトを読むよう求められた。一方、実験群は、渇望を誘発するために実験室に来る前に喫煙を控えるよう求められ、到着後、ニコチンへの渇望を強めることを目的とした多感覚的な衝動誘発スクリプトを読むよう指示された。参加者がスクリプトを読み終えた後、タバコに対する渇望を評価した。次に、「テニスの試合」や「電話の呼び出し音」などの言語的手がかりを提示されたときに、視覚的または聴覚的イメージを形成した。このタスクの後、参加者は再びタバコに対する渇望を評価した。その結果、禁煙していた喫煙者の渇望は、視覚的イメージによって対照群のレベルまで低下したが、聴覚的イメージだけでは低下しなかった。メンタルイメージが喫煙者の渇望のレベルを低下させたことから、剥奪の時期にセルフコントロールの方法として使用できることが示唆される。

### 感情的条件の操作
感情的条件を操作することで、特定の反応の仕方を誘発できる。これの一例は演劇に見られる。俳優は、演じるキャラクターが泣く必要がある場合、自分の痛みの記憶から涙を引き出すことがよくある。手紙や本を読んだり、音楽を聴いたり、映画を見たりして、特定のイベントや機能に適した心理状態になることもある。さらに、ある活動を「仕事」とみなすか「楽しみ」とみなすかによって、セルフコントロールの難しさに影響を与えることができる。
対象の認知的変換が欲求に及ぼす可能性のある影響を分析するために、特定のチョコレート製品に精通している71人の学部生を対象に研究が行われた。参加者は、対照条件、消費条件、非消費変換条件の3つのグループのいずれかにランダムに割り当てられた。各グループには、割り当てられたタスクを完了するために3分間が与えられた。対照条件の参加者は、食品消費に関連する言葉を一切含まない、南米の場所に関する中立的な記事を読むよう指示された。消費条件の参加者は、チョコレートを消費することがどのように味わえるか、感じられるかをできる限り明確にイメージするよう指示された。非消費変換条件の参加者は、チョコレートの奇妙な設定や用途をできる限り明確にイメージするよう指示された。次に、すべての参加者は、10個の項目を見て、5点尺度で気分を評価することが求められる操作タスクを行った。操作タスクに続いて、参加者は、チョコレートの6つの異なるイメージのそれぞれに肯定的または否定的な刺激を組み合わせて、反応時間を測定する自動評価を完了した。その結果、チョコレートの消費をイメージするよう指示された参加者は、チョコレートの奇妙な設定や用途をイメージするよう指示された参加者よりもチョコレートに対する自動評価が高く、対照条件の参加者は2つの実験条件の中間に位置していた。これは、ある項目の考え方が、その項目への欲求の度合いに影響を与えることを示している。

### 嫌悪的刺激の使用
嫌悪的刺激は、標的行動の可能性を高めたり低めたりする手段として使用される。嫌悪的刺激は「罰」または「嫌悪」と呼ばれることもある。罰の概念と密接に関連しているのが、処罰の概念である。処罰とは、ある状況で人が何かをして、すぐにそれが罰せられることであり、その人は同様の状況で同じことをする可能性が低くなる。この例は、10代の若者が門限を過ぎて外出し、その10代の若者の親がその10代の若者を外出禁止にし、この罰により、その10代の若者が再び門限を過ぎて外出する可能性が低くなる場合に見られる。

### 薬物
特定の種類の薬物はセルフコントロールを改善する。メチルフェニデートやアンフェタミンなどの興奮剤は、抑制制御を改善し、ADHDの治療に使用される。アルコールなどの抑制薬は、だるさ、脳機能の低下、集中力の低下、うつ、見当識障害によってセルフコントロールを阻害する。

### オペラント条件づけ
オペラント条件づけは、スキナー条件づけとも呼ばれ、行動を強化して強めたり、罰することで弱めたりするプロセスである。行動を継続的に強化したり、弱めたり、罰したりすることで、連合と結果が生じる。その結果によって変化する行動は、オペラント行動と呼ばれる。オペラント条件づけには、正の強化子や負の強化子などの強化が含まれる。正の強化子とは、ある行動の直後に提示されると、その行動の頻度を増加させる刺激のことである。負の強化子とは、反応の直後にそれを取り除くと、その反応が強化されたり、頻度が増加したりする刺激のことである。罰の構成要素も組み込まれており、正の罰と負の罰がある。オペラント条件づけの例は至るところにある。ある生徒が仲間の1人に冗談を言い、みんなその冗談に笑ったとする。この生徒は、冗談を言う行動を続ける可能性が高くなる。なぜなら、彼の冗談は彼らの笑い声によって強化されたからだ。しかし、仲間が生徒に彼の冗談は「ばかげている」または「愚かだ」と言えば、彼は冗談を言うことで罰せられ、もう1つ冗談を言う可能性は低くなる。

### 処罰
反応の自己処罰には、望ましくない反応に応じて処罰を手配することが含まれる。これは、一部の修道士や宗教者が行う自分を鞭打つ行動に見られるかもしれない。これは、例えば、目覚まし時計が目覚ましからの脱出を生み出すのに対し、自己処罰は将来の行動の可能性を減らすために事後に刺激を提示するという点で、嫌悪的刺激とは異なる:237。
処罰は、セルフコントロールよりも同調に似ている。なぜなら、セルフコントロールでは、人が何かをしたいと思わせる外部の処罰源ではなく、内部の原動力が必要だからである。処罰の学習システムでは、人は自分の欲求に基づいて決定するのではなく、追加の外的要因に基づいて決定する。負の強化を使用すると、人の内的な決定に影響を与え、自分で選択できるようになる可能性が高くなるのに対し、処罰では、人はセルフコントロールを発揮するのではなく、結果に基づいて決定を下すことになる。セルフコントロールを学ぶ最善の方法は、人が自分で選択していると感じる「自由意志」である。

### 「他のことをする」
スキナーは、様々な哲学や宗教が、信者に（例えば）敵を愛するよう教えることで、この原則を示していると指摘した。怒りや憎しみに満ちているとき、「他のことをする」、より具体的には、望ましいが不適切な反応と両立しないことをすることで、自分自身をコントロールできるかもしれない。

## 関与する脳領域
脳の機能的画像法により、セルフコントロールは前頭葉の一部である背外側前頭前野（dlPFC）の領域の活動と相関することが示されている。この領域は、意図的な行動の生成、意図への注意、または選択肢間の選択に関与する領域とは異なる。セルフコントロールは、運動前野のトップダウン抑制を介して起こる。セルフコントロールのメカニズムとそれがどのように生じるかについては、ある程度の議論がある。研究者は、ボトムアップアプローチがセルフコントロールの行動を導いていると考えていた。報酬刺激について考える時間が長いほど、その刺激に対する欲求を経験する可能性が高くなる。最も重要な情報がワーキングメモリを制御し、トップダウンメカニズムを介して処理されるようになる。証拠は、トップダウン処理がセルフコントロールにおいて強い役割を果たしていることを示唆している。トップダウン処理は、ボトムアップの注意メカニズムを調整できる。これを実証するために、研究者は、参加者に中性または否定的な画像を提示し、その後数学の問題またはタスクなしを提示して、ワーキングメモリと気散を研究した。その結果、参加者は、タスクなしのグループと比較して、数学の問題を解いた後に否定的な気分が少ないと報告し、これはワーキングメモリ容量への影響によるものだと考えられた。
多くの研究者が、セルフコントロールの発揮に関与する脳領域の特定に取り組んでいる。多くの異なる領域が関与していることが知られている。セルフコントロールのメカニズムに関連して、脳の報酬中枢は、外部刺激と内部の必要状態および個人の学習履歴を比較する。生物学的レベルでは、制御の喪失は意思決定メカニズムの機能不全によって引き起こされると考えられている。
脳がどのように意思決定に至るかについての研究の多くは、知覚学習の証拠に基づいている。
被験者は、セルフコントロールと典型的に関連付けられているタスクではなく、より一般的な意思決定タスクでテストされることが多い。それでも、セルフコントロールに関する研究は、そのような研究によって知見が得られている。セルフコントロールの神経メカニズムの証拠源には、ヒト被験者に対するfMRI研究、動物に対する神経記録、ヒトと動物に対する病変研究、セルフコントロール障害を持つヒトに対する臨床行動研究などがある。
大脳皮質がセルフコントロールに関与しているという点で、広く合意が得られている。セルフコントロールの機械論的説明は、説明的価値と臨床的応用の面で非常に大きな可能性を持っている。以下では、セルフコントロールに関与する脳領域に関するいくつかの重要な文献を概観する。

### 前頭前皮質
前頭前皮質は、脳の中で最も前方に位置する前頭葉の部分である。ヒトでは、大脳皮質のより大きな部分を形成している。前頭前皮質の樹状突起には、他の皮質領域の神経細胞の最大16倍もの樹状突起スパインが含まれている。このため、前頭前皮質は大量の情報を統合している:104。眼窩前頭皮質の細胞は、セルフコントロールにおいて重要である。個人が即時の報酬と後で受け取ることができるより価値のある報酬のどちらかを選択できる場合、その個人は劣った即時の報酬を取ってしまう衝動をコントロールしようとするだろう。その個人の眼窩前頭皮質が損傷している場合、この衝動制御は同じように強くないだろう。即時の強化を受け取る可能性が高くなるかもしれない。子供の衝動制御の欠如は、前頭前皮質の発達が遅いことに起因している可能性がある:406。
トッド・A、ヘアらは、機能的MRI技術を用いて、腹内側前頭前皮質（vmPFC）と背外側前頭前野（DLPFC）がセルフコントロールの発揮に重要であることを示した。彼らは、vmPFCの活動が目標価値と相関していたことを発見し、セルフコントロールの発揮にはDLPFCによるvmPFCの調整が必要であることを明らかにした。この研究では、セルフコントロールの欠如がDLPFCの活動の低下と強く相関していることがわかった。ヘアの研究は、セルフコントロールの文献において特に重要である。なぜなら、セルフコントロールの欠如の重要な原因がDLPFCの欠陥であることを示唆しているからである。

### 結果が選択をするかどうかを決定する
アレクサンドラ・W・ローグは、結果がセルフコントロールの選択をする可能性をどのように変えるかを研究している。ローグは、3つの可能な結果の効果を特定している。結果の遅延、結果の大きさ、結果の偶発性である。
結果の遅延
正の結果の遅延は、その結果がより容易に達成される結果よりも価値が低いと認識される原因となる。遅延された結果の価値の低下は、セルフコントロールの低下を引き起こす可能性がある。遅延された結果の状況でセルフコントロールを高める方法は、結果を事前に経験することである。事前の経験は、結果の遅延に関連するフラストレーションを減らす。これの例は契約金である。
結果の大きさ
インセンティブの価値と望ましい結果の間には関係がある傾向がある。望ましい結果が大きいほど、価値も大きい。価値を下げる要因には、遅延、努力/コスト、不確実性などがある。意思決定は、通常、意思決定時点で最も価値の高い選択肢に基づいて行われる傾向がある。
結果の偶発性
反応と結果の関係、すなわち「結果の偶発性」は、人が発揮するセルフコントロールの度合いに影響を与える。例えば、最初の選択をした後に選択を変更できる場合、その人はセルフコントロールではなく衝動的な選択をする可能性が非常に高い。さらに、人は後の時点でセルフコントロールのある行動につながることを意図した事前コミットメント行動を取ることが可能である。例えば、人が目覚まし時計をセットするとき、朝早く起きるという事前コミットメントの反応をしていることになる。したがって、その人は、もう少し寝ようとするのではなく、起きるというセルフコントロールのある決定を行う可能性が高くなる。
カサンドラ・B・ホワイトは、統制の所在と学業成績を研究し、内的統制の人はより高いレベルで達成する傾向があると判断した。内的統制の人は、選択肢があると認識しているかもしれない。それが、外的に決定された結果に依存するよりも、より多くのコミットメント、努力、セルフコントロールを必要とする希望に満ちた意思決定行動を促進する。

### 行動の生理学
セルフコントロールを発揮する能力に影響を与えるものは多数あるが、その1つは脳のグルコースレベルである。セルフコントロールを発揮するとグルコースが枯渇する。グルコースの減少と、グルコース耐性の低下（グルコースを脳に輸送する能力の低下）は、特に難しい新しい状況において、セルフコントロールのテストでのパフォーマンスの低下と相関している。セルフコントロールは、個人が思考、感情、自動的な反応/衝動に打ち勝つために努力することを要求する。これらの努力には、より高い血糖値が必要である。血糖値が低いと、セルフコントロール能力が失敗する可能性がある。アルコールは脳と体の両方でグルコースレベルを低下させ、また多くの形態のセルフコントロールに障害を及ぼす効果がある。さらに、セルフコントロールの失敗は、グルコースが最も効果的に使用されない時間帯に起こる可能性が最も高い。したがって、セルフコントロールはグルコースの影響を非常に受けやすいと考えられる。
発見されたグルコースの限られた量の別の説明は、これがグルコースの限られた供給ではなく、グルコースの割り当てに依存するというものである。この理論によると、脳には十分なグルコースの資源があり、グルコースを供給する可能性もあるが、個人の優先順位と動機づけによって、グルコースが他の部位に割り当てられるという。2012年現在この理論はテストされていない。

## 「マシュマロ実験」
1960年代、ウォルター・ミシェルは、「マシュマロ実験」を通じて4歳児のセルフコントロールをテストした。子供たちにはマシュマロが1つずつ与えられ、好きな時に食べてもいいが、15分待てばもう1つマシュマロがもらえると言われた。追跡調査では、その結果が後の人生でのこれらの子供たちの成功レベルと良く相関していることが示された。
マシュマロ実験で使われた戦略は、物の「ホットな」特徴または「クールな」特徴に焦点を当てることだった。子供たちは、マシュマロの形や質感などの「クールな特徴」について考えるよう奨励され、綿球や雲に例えることが示唆された。マシュマロの「ホットな特徴」は、その甘くてべたつく美味しさである。これらのホットな特徴は、満足を遅らせることをより困難にする。クールな特徴に焦点を当てることで、心がマシュマロの魅力的な側面から逸れ、セルフコントロールがより可能になる。
数年後、ミシェルは当時40代になっていた研究参加者に連絡を取った。初回の研究で1つのマシュマロを取ることでセルフコントロールが低いことを示した人は、その後の人生で人間関係、ストレス、薬物乱用の問題を抱える可能性が高いことがわかった。ミシェルは、セルフコントロールのプロセス中にどの脳の部位が活性化しているかを見るために、同じ参加者を対象に再び実験を行った。参加者は脳活動を示すMRIスキャンを受けた。その結果、セルフコントロールのレベルが低い人は、正の報酬を扱う領域である線条体の腹側部の脳活動が高いことが示された。
セルフコントロールはと負の相関がある。社会性は抑うつと相関している。

## 自我消耗
自我消耗とは、セルフコントロールにはエネルギーと集中力が必要であり、セルフコントロールの要求が長期間続くと、このエネルギーと集中力が疲弊するという理論である。この理論は後に､脳波記録検査法(EEG)で脳内の前帯状皮質におけるスパイク発火(エラー関連陰性電位)が対応する脳機能であることが確認された｡この自我消耗を助ける方法がある。1つの方法は、これらの高い要求からの休息とリラックスである。さらに、特定の行動でセルフコントロールを訓練することも、個人のセルフコントロールを強化するのに役立つかもしれないし、動機づけのインセンティブやグルコースの補給も同様かもしれない。姿勢の改善や食習慣の監視などのセルフコントロールのタスクでトレーニングすることで、意志力を高めることができるかもしれない。これは、そうでなければ衝動をコントロールするのが難しい人にとって特に効果的かもしれない。
しかし、自我消耗が実際の効果であるかどうかについては、相反する証拠がある。メタ分析では、その効果が存在することを示す証拠はほとんど見つかっていない。詳細については、自我消耗のメインページを参照。